# آفتاب شیودسانی
آفتاب شیودسانی (زادهٔ ۲۵ ژوئن ۱۹۷۸ در بمبئی) بازیگر هندی سینما است.
او از دوران کودکی عاشق فیلم‌های هندی و به‌خصوص آهنگ‌های هندی بود و هر کدام از آن آهنگ‌ها را چند بار نگاه می‌کرد و کاملاً حرکات موزون آن‌ها را یادمی‌گرفت و در واقع می‌توان گفت که علاقهٔ اصلی او به آهنگ‌ها بود تا خود فیلم‌ها.
او در فیلم عشق لعنتی بازی کرده‌است.

## زندگی شخصی
مادر آفتاب، یک پارسی و پدرش پرم شیودسانی یک هندو است. او یک خواهر بزرگ‌تر به نام افسانه دارد. زادروز او و پدرش در یک روز (۲۵ ژوئن) است.

## فیلم‌شناسی
فهرست برخی از فیلم‌هایی که آفتاب شیودسانی در آن‌ها به ایفای نقش پرداخته‌است:
- عشق لعنتی
- آواره مجنون دیوانه
- دشمن بزرگ
- عاشقان دیوانه می‌شوند
- شماره اول
- بازیکنان
- ده داستان
- چقدر باحال هستیم ۳
- برای عشق کاری خواهد کرد
- سرگرمی
- بدون هیچ سخنی
- پیاده‌رو
- اشتباه
- کارخانه اسید
- پول باشه یار هم میاد
- آیا این عشق است؟
- گریت گرند مستی
- سی.آی. دی
- دروازه را ببند
- به پدر شوهر گوش کن
- ناگفته‌ها
- بزن قدش
- قبل از عروسی
- هنگامه
- بی‌خیال
- تعجب کنید که چه اتفاقی خواهد افتاد
- گاهی در زندگی
- عشق علاقه محبت
- بیا، آرزو کن